# Phaenocarpa ungulosetosa
Phaenocarpa ungulosetosa är en stekelart som beskrevs av Van Achterberg och Koponen 2003. Phaenocarpa ungulosetosa ingår i släktet Phaenocarpa och familjen bracksteklar. Inga underarter finns listade i Catalogue of Life.